# Gunnar Pleijel
Gunnar Pleijel, född 5 maj 1905 i Gamleby, Småland, död 25 februari 1963 i Stockholm, var en svensk arkitekt.

## Utbildning och verksamhet

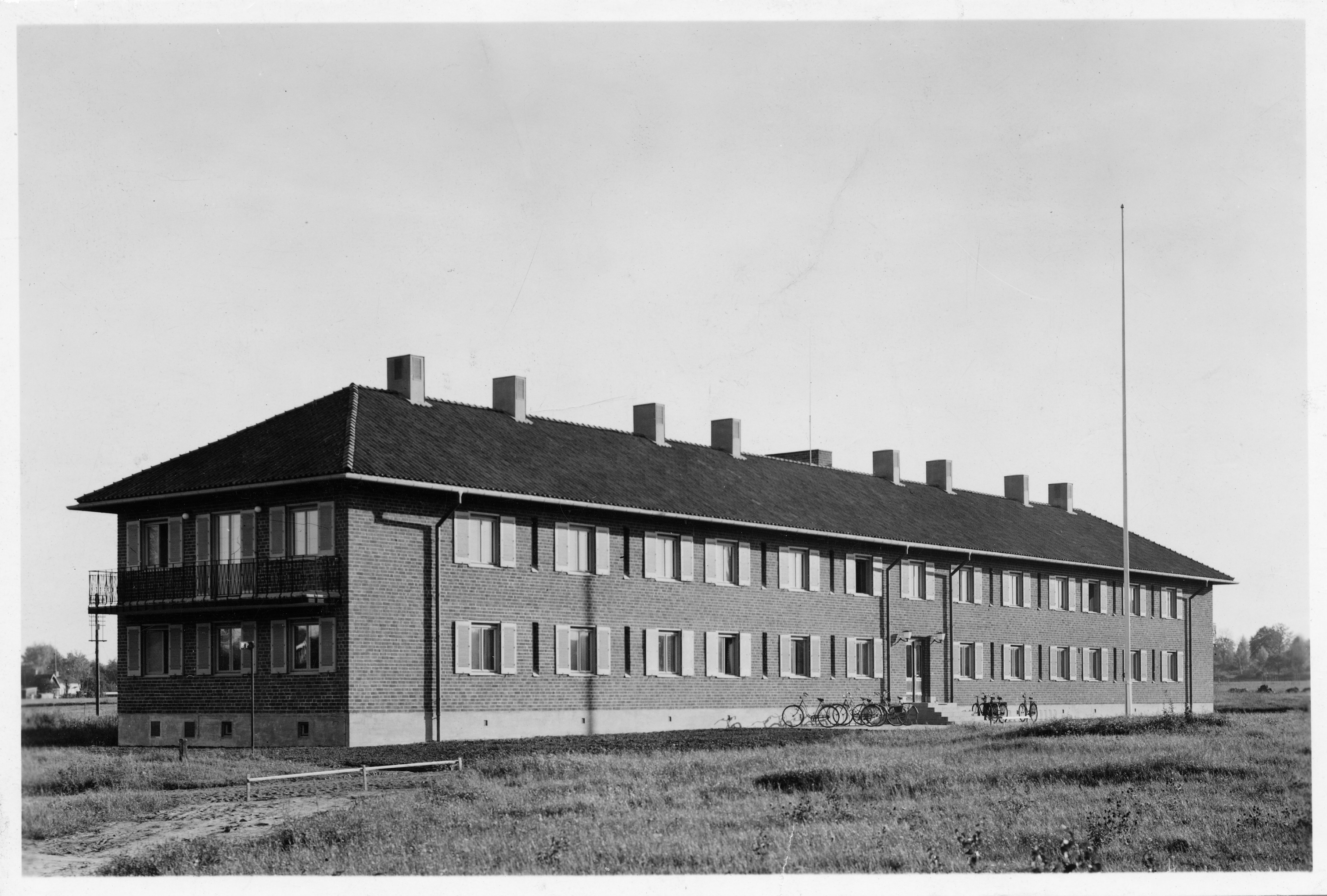
Evagården i Ljungsbro.

Han studerade vid Kungliga Tekniska högskolan i Stockholm 1928–1934. Teknologie doktor 1954. Docent i arkitektur på Kungliga Tekniska högskolan i Stockholm 1955–1963. Pleijel har bland annat ritat utställningen Bo Bättre i Stockholm 1936, Evagården i Ljungsbro 1941 och Sveriges astrofysiska station på Capri, Italien.
1955 tilldelades Pleijel Polhemspriset för ”the computation of natural radiation in architecture and Town Planning”, hans doktorsavhandling från föregående år. Avhandlingen handlar om hur värme och ljus från solen kan hanteras och tillvaratas vid uppförande av bostäder och städer för att förbättra klimat, trivsel och energiåtgång. Han har sedan författat ytterligare ett antal skrifter på detta tema.
Gunnar Pleijel är gravsatt vid Norra krematoriet på Norra begravningsplatsen utanför Stockholm.